# Конширование

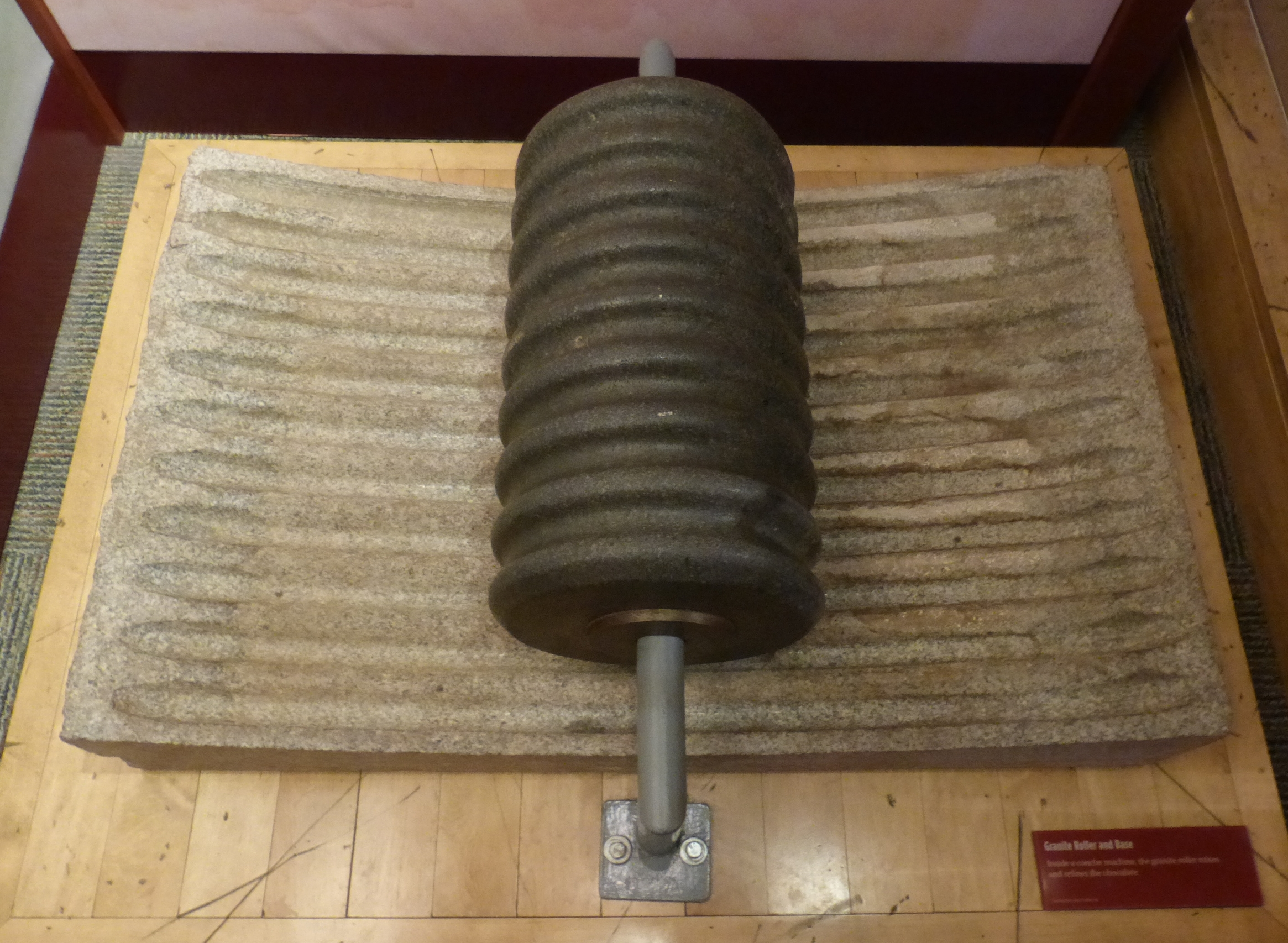
Гранитный валик и гранитное основание конша

Конширование — процесс в производстве шоколада, при котором скребковый миксер и мешалка, известная как «конш», равномерно распределяет масло какао в шоколаде и может действовать как «полировщик» частиц. Он также способствует развитию вкуса за счет тепла трения, выделения летучих веществ и кислот и окисления. Название связано с формой сосудов, первоначально используемых, которые походили раковины морских улиток, которые также называются «конш» (англ. conch, от лат. concha).
Когда ингредиенты смешиваются таким образом, иногда до 78 часов, получается шоколад с мягким насыщенным вкусом. Более низкокачественные разновидности шоколада можно коншировать всего за 6 часов. Поскольку этот процесс так важен для окончательной текстуры и вкуса шоколада, производители патентуют детали своего процесса конширования.
Существует множество конструкций раковин. Учёные-диетологи все ещё изучают, что именно происходит во время конширования и почему.

## История
Швейцарский предприниматель Родольф Линдт, основатель одноимённой кондитерской компании, изобрёл «конш» в Берне, в 1879 году. Он производил шоколад с превосходным ароматом и характеристиками плавления по сравнению с другими процессами, использовавшимися в то время. Шоколадная компания Lindt заявляет, что Линдт (возможно, по ошибке) оставил миксер с шоколадом включённым в течение выходных (или, возможно, в течение ночи, согласно другим вариантам, возможно, апокрифической истории). Вернувшись к устройству, Линдт обнаружил, что конечный продукт имеет необычные свойства, с менее зернистой текстурой и большим блеском, чем у шоколада того времени, который обычно становился зернистым при затвердевании из-за наличия неидеальных кристаллов какао-масла. Изобретение Линдта упростило массовое производство шоколадных плиток, в итоге заменивших шоколадные напитки как основной вид массового потребления шоколада.
Первоначальная раковина Линдта состояла из гранитного ролика и гранитного желоба; такая конфигурация теперь называется «длинной раковиной»; на переработку тонны шоколада уходило больее суток. Концы желоба имели форму, которая позволяла отбрасывать шоколад обратно на ролик в конце каждого хода, увеличивая площадь поверхности, соприкасающейся с воздухом.
Современная роторная коншировочная машина может переработать от 3 до 10 тонн шоколада менее чем за 12 часов. Современные конши имеют охлаждаемые сосуды с длинными валами смесителя и радиальными рычагами, которые прижимают шоколад к стенкам. Одна машина может выполнять все этапы измельчения, смешивания и конширования, необходимые для небольших партий шоколада.

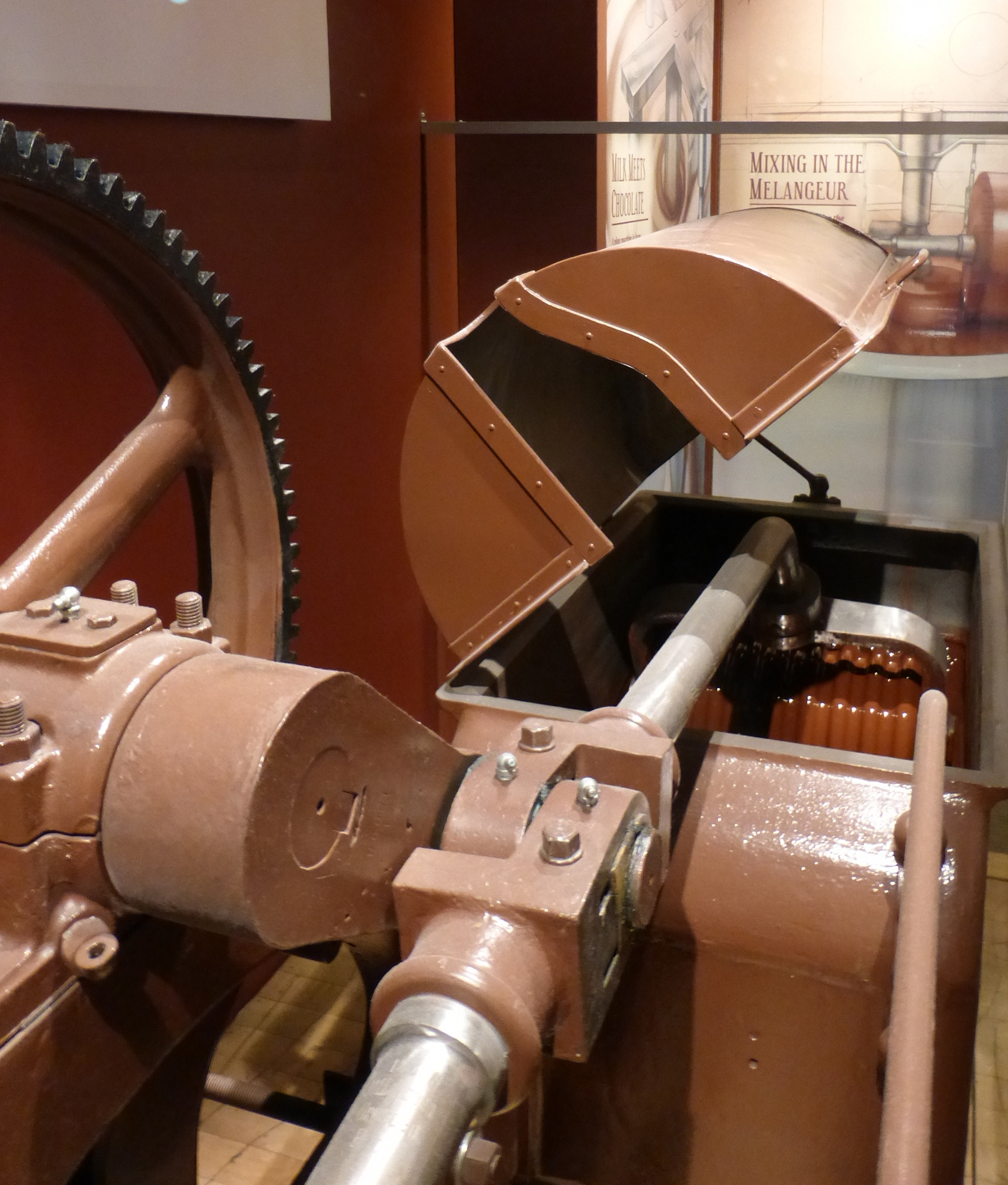
Конш Hershey начала 1900-х годов, выставленный как часть коллекции Hershey Story.

Конширование перераспределяет вещества из сухого какао, придающие аромат, в жировую фазу. Воздух, проходящий через конш, удаляет из шоколада нежелательную уксусную, пропионовую и масляную кислоты и снижает влажность. Даже небольшое количество влаги значительно увеличивает вязкость готового шоколада, поэтому для очистки оборудования используется масло какао, а не вода. Некоторые вещества, образующиеся при обжарке какао-бобов, окисляются в конше, что смягчает вкус продукта.
Температура конширования контролируется и варьирует для разных сортов шоколада. Как правило, более высокая температура приводит к сокращению времени обработки. Температура колеблется в пределах 49 °C для молочного шоколада до 82 °C для темного шоколада. Повышение температуры даёт частично карамелизованный вкус, а в молочном шоколаде способствует реакции Майяра.
Во время конширования шоколад проходит три фазы. В сухой фазе материал находится в порошкообразной форме, и после смешивания частицы покрываются жиром. Движение воздуха через коншер удаляет влагу и летучие вещества, которые могут придавать кислый оттенок вкусу. Баланс влаги влияет на вкус и текстуру готового продукта, потому что после покрытия частиц жиром влага и летучие химические вещества с меньшей вероятностью уйдут. В пастообразной фазе больше частиц покрыто жирами какао. На этом этапе увеличивается мощность, необходимая для вращения валов коншера. Конечная жидкая фаза позволяет незначительно регулировать вязкость готового продукта путем добавления жиров и эмульгаторов в зависимости от предназначения шоколада.
В то время как большинство коншеров являются машинами периодического действия, коншеры непрерывного действия разделяют ступени перемычками, через которые продукт проходит в разные части машины. Такой непрерывный процесс может сократить время конширования молочного шоколада до четырёх часов.